# نهر مرانجين
نهر مرانجين (بالإندونيسية: Batang Merangin)‏ هو نهر في شمال سومطرة، إندونيسيا. وهو أحد روافد نهر تامبسي.